# (9053) Hamamelis
(9053) Hamamelis est un astéroïde de la ceinture principale.

## Description
(9053) Hamamelis est un astéroïde de la ceinture principale. Il fut découvert le 2 novembre 1991 à La Silla par Eric Walter Elst. Il présente une orbite caractérisée par un demi-grand axe de 2,56 UA, une excentricité de 0,19 et une inclinaison de 9,2° par rapport à l'écliptique.

## Compléments